# Kasunga diana
Kasunga diana är en insektsart som beskrevs av Rauno E. Linnavuori 1979. Kasunga diana ingår i släktet Kasunga och familjen dvärgstritar. Inga underarter finns listade i Catalogue of Life.